# Богдан Цеперански
Богдан Станчев Стойчев (роден около 1830 г. – починал между 1856 и 1858 г.), известен като Богдан Цеперански, е български хайдутин родом от село Цепераните, Дряновско.
Краеведът Митю Митев преценява, че най-достоверни от разказите за хайдутина са тези на неговия внук Белчо Станчев Богданов.

## Биография
Баща му Станчо Стойчев умира сравнително млад. Майка му се жени повторно за Куцар Катароша от с. Белица. Богдан заживява в Цепераните при дядо си Стойчо, който не го дама за осиновяване, а го отглежда. Когато пораства, го оженва за Гроздана (Гизда). Тя му ражда 2 момчета – по-голямото наричат Стоян, а по-малкият е Станчо.
Белчо Богданов разказва за своя дядо на Митю Митев:
| „ | Когато турците убили дядо ми Богдан донесли главата му в козеновата торба в с. Цепераните, моят баща Станчо бил на две години. Баба Гизда въпреки че останала млада вдовица, не се омъжила втори път, отгледала двамата си сина и ги оженила. Големият син Стоян задомила в близкото село Димовци. Той оставил много потомци. Малкият и син Станчо, моят баща, се оженил и останал да живее в бащиния си дом. При него останала и баба Гизда, но аз не я помня. Баща ми Станчо и майка ми Цана имали седем деца, четири момичета и три момчета, но аз съм най-малкия, изтърсака. Разправяли са ми, че бил висок, с продълговато дългообразно лице, черни вежди, буйни, засукани нагоре мустаци. Бил лек и подвижен, обичал да се шегува и да ходи по ръце с изправени нагоре крака. Веселял момчетата на хайдушката поляна. Забивал ножа си на 50 крачки с острието към себе си, спускал в шишането си оловен дрем (куршум), премервал се в острието на ножа, гръмвал и разсичал дрема на две. | “ |

Отначало Богдан е хайдутин в четата на Бойчо войвода, но след известно време се отделя и става войвода на малка чета. Макар и твърде млад, има самостоятелна чета през 1850 г. Байрактар ѝ е Досьо. С четата броди в Тетевенско, Търновско, Еленско, Сливенско и Новозагорско. Турците изпращат потери заради нападенията им в района на махалите Бангейци и Късовци (махала на Плачковци). Когато тези действия остават безрезултатни, е събрана голяма потеря, водена от Дечо Махлебашията от Късовци и Ибрахим Бюлюкбашията от Трявна. Тази потеря успява да им хване дирите и при завързалото се кръвопролитно сражение войводата бива ранен. Заловен е жив, турците го обезглавяват около 1856 – 1858 година.